# Sybra paralongicollis
Sybra paralongicollis är en skalbaggsart som beskrevs av Stefan von Breuning 1968. Sybra paralongicollis ingår i släktet Sybra och familjen långhorningar.
Artens utbredningsområde är Laos. Inga underarter finns listade i Catalogue of Life.